# GP賽車傳奇
《GP賽車傳奇》是一款由莎草紙設計集團開發的電腦賽車模擬器，並於1998年由雪樂山以雪樂山體育名義發行。它模擬1967年大獎賽賽季。